# Сійлітіе (станція метро)
60°12′19″ пн. ш. 25°2′37″ сх. д. / 60.20528° пн. ш. 25.04361° сх. д.
Сійлітіе (фін. Siilitie, швед. Igelkottsvägen, укр. Сійлітіе — Їжаковий шлях) — станція Гельсінського метрополітену. Обслуговує північну частину району Герттоніемі, Східний Гельсінкі. Станцію відкрито 1 червня 1982  
Біля станції розташована стоянка на 111 автівок та 117 роверів.
Добовий (будень) пасажирообіг: 8 600 (2015) осіб
Річний пасажирообіг: 2 627 800 (2015) 
Конструкція: естакадна крита, з однією острівною платформою
Пересадки: Автобус № 58, 58B, 79, 79B, 90A, 92N, 94N, 96N, та 97N